# Luke Davies
Luke Davies (ur. w 1965 w Sydney) – australijski poeta, pisarz i scenarzysta, laureat nagrody BAFTA 2017 i nominowany do Oscara 2017 za scenariusz filmu Lion. Droga do domu (2016).
Ukończył studia na Uniwersytecie w Sydney. Pierwszy zbiór wierszy Four Plots for Magnets ukazał się drukiem w 1982. Od tego czasu wydano kilka kolejnych zbiorów jego poezji. Daves jest autorem trzech powieści, z których najbardziej znana jest Candy (1997) traktująca o miłości, namiętności i narkotykach. Utwór jest częściowo autobiograficzny, Davisowi udało się przezwyciężyć uzależnienie od heroiny w 1990. W 2006 powieść została adaptowana na film pod samym tytułem Candy, z udziałem Heatha Ledgera, Abbie Cornish i Geoffreya Rusha. Autorami scenariusza byli Davis i reżyser filmu Neil Armfield.
Davis jest również autorem scenariusza filmu Lion. Droga do domu (2016), napisanego na podstawie wspomnień Saroo Brierleya spisanych przez Larry’ego Buttrose’a. Film wyreżyserował Garth Davis, a w rolach głównych wystąpili Dev Patel, Rooney Mara, David Wenham i Nicole Kidman. W 2017 obraz został nagrodzony dwiema nagrodami Brytyjskiej Akademii Filmowej, dla najlepszego aktora drugoplanowego (Patel) i za najlepszy scenariusz adaptowany (Davis). Film otrzymał również 6 nominacji do Oscara, w tym także dla Luke’a Davisa za najlepszy scenariusz adaptowany.

## Twórczość

### Poezja
- Four Plots for Magnets (1982)
- Absolute Event Horizon (1994)
- Running With Light (1999)
- Totem (2005)
- Interferon Psalms (2011).
- The Entire History of Architecture … and other love poems (2001) (chapbook)
- Feral Aphorisms (2011) (chapbook)

### Powieści
- Candy (1997)
- Isabelle the Navigator (2000)
- God of Speed (2008)

### Scenariusze filmowe
- Candy (2006)
- Air (2009) (krótkometrażowy)
- Reclaim (2014)
- Life (2015)
- Lion. Droga do domu (2016)
- Mój piękny syn (2018)